# París-Niza 2018
La 76.ª edición de la París-Niza fue una carrera de ciclismo en ruta por etapas que se celebró entre el 4 y el 11 de marzo de 2018 en Francia con inicio en el municipio de Chatou y final en la ciudad de Niza sobre un recorrido de 1186 kilómetros.
La carrera formó parte del UCI WorldTour 2018, calendario ciclístico de máximo nivel mundial, siendo la sexta carrera de dicho circuito.
La general fue para el español Marc Soler (Movistar). Completaron el podio el británico Simon Yates (Mitchelton-Scott) y el también español Gorka Izagirre (Bahrain Merida).

## Equipos participantes
Tomaron parte en la carrera 22 equipos: 18 de categoría UCI WorldTeam; y 4 de categoría Profesional Continental. Formando así un pelotón de 154 ciclistas de los que acabaron 77. Los equipos participantes fueron:
| WorldTeams (18)- AG2R La Mondiale - Astana - Bahrain-Merida - BMC Racing Team - Bora-Hansgrohe - Dimension Data - EF Education First-Drapac p/b Cannondale - Groupama-FDJ - Katusha-Alpecin - Mitchelton-Scott - Lotto Soudal - Lotto NL-Jumbo - Movistar Team - Quick-Step Floors - Sky - Team Sunweb - Trek-Segafredo - UAE Team Emirates Equipos continentales profesionales (4)- Cofidis, Solutions Crédits - Delko-Marseille Provence-KTM - Direct Énergie - Fortuneo-Samsic |
| |

## Recorrido
La París-Niza dispuso de ocho etapas dividido en tres etapas llanas, dos de media montaña, dos etapas de montaña y una contrarreloj individual para un recorrido total de 686,8 kilómetros.
| Etapa     | Fecha     | Recorrido                     | type                    | Distancia (km) | Ganador           | Líder             |
| --------- | --------- | ----------------------------- | ----------------------- | -------------- | ----------------- | ----------------- |
| 1.ª etapa | 4 de mar  | Chatou – Meudon               | etapa escarpada         | 135            | Arnaud Démare     | Arnaud Démare     |
| 2.ª etapa | 5 de mar  | Orsonville – Vierzon          | etapa llana             | 187,5          | Dylan Groenewegen | Arnaud Démare     |
| 3.ª etapa | 6 de mar  | Bourges – Châtelguyon         | etapa escarpada         | 210            | Jonathan Hivert   | Luis León Sánchez |
| 4.ª etapa | 7 de mar  | La Fouillouse – Saint-Étienne | contrarreloj individual | 18,4           | Wout Poels        | Luis León Sánchez |
| 5.ª etapa | 8 de mar  | Salon-de-Provence – Sisteron  | etapa de media montaña  | 165            | Jérôme Cousin     | Luis León Sánchez |
| 6.ª etapa | 9 de mar  | Sisteron – Vence              | etapa de media montaña  | 198            | Rudy Molard       | Luis León Sánchez |
| 7.ª etapa | 10 de mar | Niza – Valdeblore             | etapa de montaña        | 175            | Simon Yates       | Simon Yates       |
| 8.ª etapa | 11 de mar | Niza – Niza                   | etapa de media montaña  | 110            | David de la Cruz  | Marc Soler        |

## Desarrollo de la carrera

### 1.ª etapa
| Chatou - Meudon | etapa escarpada | (135 km) |

| \| Clasificación de la etapa \| Clasificación de la etapa \| Clasificación de la etapa \| Clasificación de la etapa \| Clasificación de la etapa \| \| Ciclista \| Ciclista \| Equipo \| Tiempo \| \| \| ------------------------- \| ------------------------- \| -------------------------- \| ------------------------- \| ------------------------- \| \| 1.º \| Arnaud Démare \| Groupama-FDJ \| 3 h 07 min 39 s \| \| \| 2.º \| Gorka Izagirre \| Bahrain-Merida \| + 0 s \| \| \| 3.º \| Christophe Laporte \| Cofidis, Solutions Crédits \| + 0 s \| \| \| 4.º \| Tim Wellens \| Lotto-Soudal \| + 0 s \| \| \| 5.º \| Mike Teunissen \| Team Sunweb \| + 0 s \| \| \| 6.º \| Julian Alaphilippe \| Quick-Step Floors \| + 0 s \| \| \| 7.º \| Patrick Konrad \| Bora-Hansgrohe \| + 2 s \| \| \| 8.º \| Dylan Teuns \| BMC Racing Team \| + 2 s \| \| \| 9.º \| Matteo Trentin \| Mitchelton-Scott \| + 2 s \| \| \| 10.º \| Ion Izagirre \| Bahrain-Merida \| + 2 s \| \| |                    |                            |                 |
| |                    |                            |                 |
| |                    |                            |                 |
| Clasificación de la etapa |                    |                            |                 |
| Ciclista | Ciclista           | Equipo                     | Tiempo          |
| 1.º | Arnaud Démare      | Groupama-FDJ               | 3 h 07 min 39 s |
| 2.º | Gorka Izagirre     | Bahrain-Merida             | + 0 s           |
| 3.º | Christophe Laporte | Cofidis, Solutions Crédits | + 0 s           |
| 4.º | Tim Wellens        | Lotto-Soudal               | + 0 s           |
| 5.º | Mike Teunissen     | Team Sunweb                | + 0 s           |
| 6.º | Julian Alaphilippe | Quick-Step Floors          | + 0 s           |
| 7.º | Patrick Konrad     | Bora-Hansgrohe             | + 2 s           |
| 8.º | Dylan Teuns        | BMC Racing Team            | + 2 s           |
| 9.º | Matteo Trentin     | Mitchelton-Scott           | + 2 s           |
| 10.º | Ion Izagirre       | Bahrain-Merida             | + 2 s           |

| \| Clasificación general \| Clasificación general \| Clasificación general \| Clasificación general \| Clasificación general \| \| Ciclista \| Ciclista \| Equipo \| Tiempo \| \| \| --------------------- \| --------------------- \| -------------------------- \| --------------------- \| --------------------- \| \| 1.º \| Arnaud Démare \| Groupama-FDJ \| 3 h 07 min 29 s \| \| \| 2.º \| Gorka Izagirre \| Bahrain-Merida \| + 4 s \| \| \| 3.º \| Christophe Laporte \| Cofidis, Solutions Crédits \| + 6 s \| \| \| 4.º \| Tim Wellens \| Lotto-Soudal \| + 10 s \| \| \| 5.º \| Mike Teunissen \| Team Sunweb \| + 10 s \| \| \| 6.º \| Julian Alaphilippe \| Quick-Step Floors \| + 10 s \| \| \| 7.º \| Patrick Konrad \| Bora-Hansgrohe \| + 12 s \| \| \| 8.º \| Dylan Teuns \| BMC Racing Team \| + 12 s \| \| \| 9.º \| Matteo Trentin \| Mitchelton-Scott \| + 12 s \| \| \| 10.º \| Ion Izagirre \| Bahrain-Merida \| + 12 s \| \| |                    |                            |                 |
| |                    |                            |                 |
| |                    |                            |                 |
| Clasificación general |                    |                            |                 |
| Ciclista | Ciclista           | Equipo                     | Tiempo          |
| 1.º | Arnaud Démare      | Groupama-FDJ               | 3 h 07 min 29 s |
| 2.º | Gorka Izagirre     | Bahrain-Merida             | + 4 s           |
| 3.º | Christophe Laporte | Cofidis, Solutions Crédits | + 6 s           |
| 4.º | Tim Wellens        | Lotto-Soudal               | + 10 s          |
| 5.º | Mike Teunissen     | Team Sunweb                | + 10 s          |
| 6.º | Julian Alaphilippe | Quick-Step Floors          | + 10 s          |
| 7.º | Patrick Konrad     | Bora-Hansgrohe             | + 12 s          |
| 8.º | Dylan Teuns        | BMC Racing Team            | + 12 s          |
| 9.º | Matteo Trentin     | Mitchelton-Scott           | + 12 s          |
| 10.º | Ion Izagirre       | Bahrain-Merida             | + 12 s          |

### 2.ª etapa
| Orsonville - Vierzon | etapa llana | (187,5 km) |

| \| Clasificación de la etapa \| Clasificación de la etapa \| Clasificación de la etapa \| Clasificación de la etapa \| Clasificación de la etapa \| \| Ciclista \| Ciclista \| Equipo \| Tiempo \| \| \| ------------------------- \| ------------------------- \| ------------------------- \| ------------------------- \| ------------------------- \| \| 1.º \| Dylan Groenewegen \| LottoNL-Jumbo \| 4 h 51 min 31 s \| \| \| 2.º \| Elia Viviani \| Quick-Step Floors \| + 0 s \| \| \| 3.º \| André Greipel \| Lotto-Soudal \| + 0 s \| \| \| 4.º \| Phil Bauhaus \| Team Sunweb \| + 0 s \| \| \| 5.º \| Arnaud Démare \| Groupama-FDJ \| + 0 s \| \| \| 6.º \| Mike Teunissen \| Team Sunweb \| + 0 s \| \| \| 7.º \| Alexander Kristoff \| UAE Team Emirates \| + 0 s \| \| \| 8.º \| Jean-Pierre Drucker \| BMC Racing Team \| + 0 s \| \| \| 9.º \| John Degenkolb \| Trek-Segafredo \| + 0 s \| \| \| 10.º \| Iván García Cortina \| Bahrain-Merida \| + 0 s \| \| |                     |                   |                 |
| |                     |                   |                 |
| |                     |                   |                 |
| Clasificación de la etapa |                     |                   |                 |
| Ciclista | Ciclista            | Equipo            | Tiempo          |
| 1.º | Dylan Groenewegen   | LottoNL-Jumbo     | 4 h 51 min 31 s |
| 2.º | Elia Viviani        | Quick-Step Floors | + 0 s           |
| 3.º | André Greipel       | Lotto-Soudal      | + 0 s           |
| 4.º | Phil Bauhaus        | Team Sunweb       | + 0 s           |
| 5.º | Arnaud Démare       | Groupama-FDJ      | + 0 s           |
| 6.º | Mike Teunissen      | Team Sunweb       | + 0 s           |
| 7.º | Alexander Kristoff  | UAE Team Emirates | + 0 s           |
| 8.º | Jean-Pierre Drucker | BMC Racing Team   | + 0 s           |
| 9.º | John Degenkolb      | Trek-Segafredo    | + 0 s           |
| 10.º | Iván García Cortina | Bahrain-Merida    | + 0 s           |

| \| Clasificación general \| Clasificación general \| Clasificación general \| Clasificación general \| Clasificación general \| \| Ciclista \| Ciclista \| Equipo \| Tiempo \| \| \| --------------------- \| --------------------- \| -------------------------- \| --------------------- \| --------------------- \| \| 1.º \| Arnaud Démare \| Groupama-FDJ \| 7 h 58 min 57 s \| \| \| 2.º \| Gorka Izagirre \| Bahrain-Merida \| + 7 s \| \| \| 3.º \| Christophe Laporte \| Cofidis, Solutions Crédits \| + 8 s \| \| \| 4.º \| Julian Alaphilippe \| Quick-Step Floors \| + 10 s \| \| \| 5.º \| Mike Teunissen \| Team Sunweb \| + 13 s \| \| \| 6.º \| Tim Wellens \| Lotto-Soudal \| + 13 s \| \| \| 7.º \| Tony Gallopin \| AG2R La Mondiale \| + 15 s \| \| \| 8.º \| Esteban Chaves \| Mitchelton-Scott \| + 15 s \| \| \| 9.º \| Ion Izagirre \| Bahrain-Merida \| + 15 s \| \| \| 10.º \| Heinrich Haussler \| Bahrain-Merida \| + 15 s \| \| |                    |                            |                 |
| |                    |                            |                 |
| |                    |                            |                 |
| Clasificación general |                    |                            |                 |
| Ciclista | Ciclista           | Equipo                     | Tiempo          |
| 1.º | Arnaud Démare      | Groupama-FDJ               | 7 h 58 min 57 s |
| 2.º | Gorka Izagirre     | Bahrain-Merida             | + 7 s           |
| 3.º | Christophe Laporte | Cofidis, Solutions Crédits | + 8 s           |
| 4.º | Julian Alaphilippe | Quick-Step Floors          | + 10 s          |
| 5.º | Mike Teunissen     | Team Sunweb                | + 13 s          |
| 6.º | Tim Wellens        | Lotto-Soudal               | + 13 s          |
| 7.º | Tony Gallopin      | AG2R La Mondiale           | + 15 s          |
| 8.º | Esteban Chaves     | Mitchelton-Scott           | + 15 s          |
| 9.º | Ion Izagirre       | Bahrain-Merida             | + 15 s          |
| 10.º | Heinrich Haussler  | Bahrain-Merida             | + 15 s          |

### 3.ª etapa
| Bourges - Châtelguyon | etapa escarpada | (210 km) |

| \| Clasificación de la etapa \| Clasificación de la etapa \| Clasificación de la etapa \| Clasificación de la etapa \| Clasificación de la etapa \| \| Ciclista \| Ciclista \| Equipo \| Tiempo \| \| \| ------------------------- \| ------------------------- \| ---------------------------- \| ------------------------- \| ------------------------- \| \| 1.º \| Jonathan Hivert \| Direct Énergie \| 5 h 22 min 49 s \| \| \| 2.º \| Luis León Sánchez \| Astana \| + 1 s \| \| \| 3.º \| Rémy Di Gregorio \| Delko-Marseille Provence-KTM \| + 1 s \| \| \| 4.º \| Arnaud Démare \| Groupama-FDJ \| + 38 s \| \| \| 5.º \| Mike Teunissen \| Team Sunweb \| + 38 s \| \| \| 6.º \| André Greipel \| Lotto-Soudal \| + 38 s \| \| \| 7.º \| Magnus Cort \| Astana \| + 38 s \| \| \| 8.º \| Matteo Trentin \| Mitchelton-Scott \| + 38 s \| \| \| 9.º \| Julian Alaphilippe \| Quick-Step Floors \| + 38 s \| \| \| 10.º \| Felix Großschartner \| Bora-Hansgrohe \| + 38 s \| \| |                     |                              |                 |
| |                     |                              |                 |
| |                     |                              |                 |
| Clasificación de la etapa |                     |                              |                 |
| Ciclista | Ciclista            | Equipo                       | Tiempo          |
| 1.º | Jonathan Hivert     | Direct Énergie               | 5 h 22 min 49 s |
| 2.º | Luis León Sánchez   | Astana                       | + 1 s           |
| 3.º | Rémy Di Gregorio    | Delko-Marseille Provence-KTM | + 1 s           |
| 4.º | Arnaud Démare       | Groupama-FDJ                 | + 38 s          |
| 5.º | Mike Teunissen      | Team Sunweb                  | + 38 s          |
| 6.º | André Greipel       | Lotto-Soudal                 | + 38 s          |
| 7.º | Magnus Cort         | Astana                       | + 38 s          |
| 8.º | Matteo Trentin      | Mitchelton-Scott             | + 38 s          |
| 9.º | Julian Alaphilippe  | Quick-Step Floors            | + 38 s          |
| 10.º | Felix Großschartner | Bora-Hansgrohe               | + 38 s          |

| \| Clasificación general \| Clasificación general \| Clasificación general \| Clasificación general \| Clasificación general \| \| Ciclista \| Ciclista \| Equipo \| Tiempo \| \| \| --------------------- \| --------------------- \| --------------------- \| --------------------- \| --------------------- \| \| 1.º \| Luis León Sánchez \| Astana \| 13 h 21 min 56 s \| \| \| 2.º \| Arnaud Démare \| Groupama-FDJ \| + 28 s \| \| \| 3.º \| Gorka Izagirre \| Bahrain-Merida \| + 35 s \| \| \| 4.º \| Julian Alaphilippe \| Quick-Step Floors \| + 38 s \| \| \| 5.º \| Mike Teunissen \| Team Sunweb \| + 41 s \| \| \| 6.º \| Tim Wellens \| Lotto-Soudal \| + 41 s \| \| \| 7.º \| Roman Kreuziger \| Mitchelton-Scott \| + 41 s \| \| \| 8.º \| Heinrich Haussler \| Bahrain-Merida \| + 43 s \| \| \| 9.º \| Felix Großschartner \| Bora-Hansgrohe \| + 43 s \| \| \| 10.º \| Ion Izagirre \| Bahrain-Merida \| + 43 s \| \| |                     |                   |                  |
| |                     |                   |                  |
| |                     |                   |                  |
| Clasificación general |                     |                   |                  |
| Ciclista | Ciclista            | Equipo            | Tiempo           |
| 1.º | Luis León Sánchez   | Astana            | 13 h 21 min 56 s |
| 2.º | Arnaud Démare       | Groupama-FDJ      | + 28 s           |
| 3.º | Gorka Izagirre      | Bahrain-Merida    | + 35 s           |
| 4.º | Julian Alaphilippe  | Quick-Step Floors | + 38 s           |
| 5.º | Mike Teunissen      | Team Sunweb       | + 41 s           |
| 6.º | Tim Wellens         | Lotto-Soudal      | + 41 s           |
| 7.º | Roman Kreuziger     | Mitchelton-Scott  | + 41 s           |
| 8.º | Heinrich Haussler   | Bahrain-Merida    | + 43 s           |
| 9.º | Felix Großschartner | Bora-Hansgrohe    | + 43 s           |
| 10.º | Ion Izagirre        | Bahrain-Merida    | + 43 s           |

### 4.ª etapa
| La Fouillouse - Saint-Étienne | contrarreloj individual | (18,4 km) |

| \| Clasificación de la etapa \| Clasificación de la etapa \| Clasificación de la etapa \| Clasificación de la etapa \| Clasificación de la etapa \| \| Ciclista \| Ciclista \| Equipo \| Tiempo \| \| \| ------------------------- \| ------------------------- \| ------------------------- \| ------------------------- \| ------------------------- \| \| 1.º \| Wout Poels \| Team Sky \| 25 min 33 s \| \| \| 2.º \| Marc Soler \| Movistar Team \| + 11 s \| \| \| 3.º \| Julian Alaphilippe \| Quick-Step Floors \| + 16 s \| \| \| 4.º \| Felix Großschartner \| Bora-Hansgrohe \| + 20 s \| \| \| 5.º \| Ion Izagirre \| Bahrain-Merida \| + 27 s \| \| \| 6.º \| Gorka Izagirre \| Bahrain-Merida \| + 27 s \| \| \| 7.º \| Luis León Sánchez \| Astana \| + 28 s \| \| \| 8.º \| Tim Wellens \| Lotto-Soudal \| + 29 s \| \| \| 9.º \| Sergio Luis Henao \| Team Sky \| + 33 s \| \| \| 10.º \| Esteban Chaves \| Mitchelton-Scott \| + 33 s \| \| |                     |                   |             |
| |                     |                   |             |
| |                     |                   |             |
| Clasificación de la etapa |                     |                   |             |
| Ciclista | Ciclista            | Equipo            | Tiempo      |
| 1.º | Wout Poels          | Team Sky          | 25 min 33 s |
| 2.º | Marc Soler          | Movistar Team     | + 11 s      |
| 3.º | Julian Alaphilippe  | Quick-Step Floors | + 16 s      |
| 4.º | Felix Großschartner | Bora-Hansgrohe    | + 20 s      |
| 5.º | Ion Izagirre        | Bahrain-Merida    | + 27 s      |
| 6.º | Gorka Izagirre      | Bahrain-Merida    | + 27 s      |
| 7.º | Luis León Sánchez   | Astana            | + 28 s      |
| 8.º | Tim Wellens         | Lotto-Soudal      | + 29 s      |
| 9.º | Sergio Luis Henao   | Team Sky          | + 33 s      |
| 10.º | Esteban Chaves      | Mitchelton-Scott  | + 33 s      |

| \| Clasificación general \| Clasificación general \| Clasificación general \| Clasificación general \| Clasificación general \| \| Ciclista \| Ciclista \| Equipo \| Tiempo \| \| \| --------------------- \| --------------------- \| --------------------- \| --------------------- \| --------------------- \| \| 1.º \| Luis León Sánchez \| Astana \| 13 h 47 min 57 s \| \| \| 2.º \| Wout Poels \| Team Sky \| + 15 s \| \| \| 3.º \| Julian Alaphilippe \| Quick-Step Floors \| + 26 s \| \| \| 4.º \| Marc Soler \| Movistar Team \| + 26 s \| \| \| 5.º \| Gorka Izagirre \| Bahrain-Merida \| + 34 s \| \| \| 6.º \| Felix Großschartner \| Bora-Hansgrohe \| + 35 s \| \| \| 7.º \| Ion Izagirre \| Bahrain-Merida \| + 42 s \| \| \| 8.º \| Tim Wellens \| Lotto-Soudal \| + 42 s \| \| \| 9.º \| Sergio Luis Henao \| Team Sky \| + 48 s \| \| \| 10.º \| Esteban Chaves \| Mitchelton-Scott \| + 48 s \| \| |                     |                   |                  |
| |                     |                   |                  |
| |                     |                   |                  |
| Clasificación general |                     |                   |                  |
| Ciclista | Ciclista            | Equipo            | Tiempo           |
| 1.º | Luis León Sánchez   | Astana            | 13 h 47 min 57 s |
| 2.º | Wout Poels          | Team Sky          | + 15 s           |
| 3.º | Julian Alaphilippe  | Quick-Step Floors | + 26 s           |
| 4.º | Marc Soler          | Movistar Team     | + 26 s           |
| 5.º | Gorka Izagirre      | Bahrain-Merida    | + 34 s           |
| 6.º | Felix Großschartner | Bora-Hansgrohe    | + 35 s           |
| 7.º | Ion Izagirre        | Bahrain-Merida    | + 42 s           |
| 8.º | Tim Wellens         | Lotto-Soudal      | + 42 s           |
| 9.º | Sergio Luis Henao   | Team Sky          | + 48 s           |
| 10.º | Esteban Chaves      | Mitchelton-Scott  | + 48 s           |

### 5.ª etapa
| Salon-de-Provence - Sisteron | etapa de media montaña | (165 km) |

| \| Clasificación de la etapa \| Clasificación de la etapa \| Clasificación de la etapa \| Clasificación de la etapa \| Clasificación de la etapa \| \| Ciclista \| Ciclista \| Equipo \| Tiempo \| \| \| ------------------------- \| ------------------------- \| -------------------------- \| ------------------------- \| ------------------------- \| \| 1.º \| Jérôme Cousin \| Direct Énergie \| 3 h 57 min 25 s \| \| \| 2.º \| Nils Politt \| Katusha-Alpecin \| + 2 s \| \| \| 3.º \| André Greipel \| Lotto-Soudal \| + 4 s \| \| \| 4.º \| Magnus Cort \| Astana \| + 4 s \| \| \| 5.º \| Alexander Kristoff \| UAE Team Emirates \| + 4 s \| \| \| 6.º \| Christophe Laporte \| Cofidis, Solutions Crédits \| + 4 s \| \| \| 7.º \| Matteo Trentin \| Mitchelton-Scott \| + 4 s \| \| \| 8.º \| Mike Teunissen \| Team Sunweb \| + 4 s \| \| \| 9.º \| Matti Breschel \| EF Education First-Drapac \| + 4 s \| \| \| 10.º \| Koen De Kort \| Trek-Segafredo \| + 4 s \| \| |                    |                            |                 |
| |                    |                            |                 |
| |                    |                            |                 |
| Clasificación de la etapa |                    |                            |                 |
| Ciclista | Ciclista           | Equipo                     | Tiempo          |
| 1.º | Jérôme Cousin      | Direct Énergie             | 3 h 57 min 25 s |
| 2.º | Nils Politt        | Katusha-Alpecin            | + 2 s           |
| 3.º | André Greipel      | Lotto-Soudal               | + 4 s           |
| 4.º | Magnus Cort        | Astana                     | + 4 s           |
| 5.º | Alexander Kristoff | UAE Team Emirates          | + 4 s           |
| 6.º | Christophe Laporte | Cofidis, Solutions Crédits | + 4 s           |
| 7.º | Matteo Trentin     | Mitchelton-Scott           | + 4 s           |
| 8.º | Mike Teunissen     | Team Sunweb                | + 4 s           |
| 9.º | Matti Breschel     | EF Education First-Drapac  | + 4 s           |
| 10.º | Koen De Kort       | Trek-Segafredo             | + 4 s           |

| \| Clasificación general \| Clasificación general \| Clasificación general \| Clasificación general \| Clasificación general \| \| Ciclista \| Ciclista \| Equipo \| Tiempo \| \| \| --------------------- \| --------------------- \| --------------------- \| --------------------- \| --------------------- \| \| 1.º \| Luis León Sánchez \| Astana \| 17 h 45 min 26 s \| \| \| 2.º \| Wout Poels \| Team Sky \| + 15 s \| \| \| 3.º \| Julian Alaphilippe \| Quick-Step Floors \| + 26 s \| \| \| 4.º \| Marc Soler \| Movistar Team \| + 26 s \| \| \| 5.º \| Gorka Izagirre \| Bahrain-Merida \| + 34 s \| \| \| 6.º \| Felix Großschartner \| Bora-Hansgrohe \| + 35 s \| \| \| 7.º \| Ion Izagirre \| Bahrain-Merida \| + 42 s \| \| \| 8.º \| Tim Wellens \| Lotto-Soudal \| + 42 s \| \| \| 9.º \| Sergio Luis Henao \| Team Sky \| + 48 s \| \| \| 10.º \| Esteban Chaves \| Mitchelton-Scott \| + 48 s \| \| |                     |                   |                  |
| |                     |                   |                  |
| |                     |                   |                  |
| Clasificación general |                     |                   |                  |
| Ciclista | Ciclista            | Equipo            | Tiempo           |
| 1.º | Luis León Sánchez   | Astana            | 17 h 45 min 26 s |
| 2.º | Wout Poels          | Team Sky          | + 15 s           |
| 3.º | Julian Alaphilippe  | Quick-Step Floors | + 26 s           |
| 4.º | Marc Soler          | Movistar Team     | + 26 s           |
| 5.º | Gorka Izagirre      | Bahrain-Merida    | + 34 s           |
| 6.º | Felix Großschartner | Bora-Hansgrohe    | + 35 s           |
| 7.º | Ion Izagirre        | Bahrain-Merida    | + 42 s           |
| 8.º | Tim Wellens         | Lotto-Soudal      | + 42 s           |
| 9.º | Sergio Luis Henao   | Team Sky          | + 48 s           |
| 10.º | Esteban Chaves      | Mitchelton-Scott  | + 48 s           |

### 6.ª etapa
| Sisteron - Vence | etapa de media montaña | (198 km) |

| \| Clasificación de la etapa \| Clasificación de la etapa \| Clasificación de la etapa \| Clasificación de la etapa \| Clasificación de la etapa \| \| Ciclista \| Ciclista \| Equipo \| Tiempo \| \| \| ------------------------- \| ------------------------- \| ------------------------- \| ------------------------- \| ------------------------- \| \| 1.º \| Rudy Molard \| Groupama-FDJ \| 4 h 40 min 05 s \| \| \| 2.º \| Tim Wellens \| Lotto-Soudal \| + 2 s \| \| \| 3.º \| Julian Alaphilippe \| Quick-Step Floors \| + 2 s \| \| \| 4.º \| Luis León Sánchez \| Astana \| + 2 s \| \| \| 5.º \| Sam Oomen \| Team Sunweb \| + 2 s \| \| \| 6.º \| Dylan Teuns \| BMC Racing Team \| + 2 s \| \| \| 7.º \| Patrick Konrad \| Bora-Hansgrohe \| + 2 s \| \| \| 8.º \| Esteban Chaves \| Mitchelton-Scott \| + 2 s \| \| \| 9.º \| Gorka Izagirre \| Bahrain-Merida \| + 2 s \| \| \| 10.º \| Sergio Luis Henao \| Team Sky \| + 2 s \| \| |                    |                   |                 |
| |                    |                   |                 |
| |                    |                   |                 |
| Clasificación de la etapa |                    |                   |                 |
| Ciclista | Ciclista           | Equipo            | Tiempo          |
| 1.º | Rudy Molard        | Groupama-FDJ      | 4 h 40 min 05 s |
| 2.º | Tim Wellens        | Lotto-Soudal      | + 2 s           |
| 3.º | Julian Alaphilippe | Quick-Step Floors | + 2 s           |
| 4.º | Luis León Sánchez  | Astana            | + 2 s           |
| 5.º | Sam Oomen          | Team Sunweb       | + 2 s           |
| 6.º | Dylan Teuns        | BMC Racing Team   | + 2 s           |
| 7.º | Patrick Konrad     | Bora-Hansgrohe    | + 2 s           |
| 8.º | Esteban Chaves     | Mitchelton-Scott  | + 2 s           |
| 9.º | Gorka Izagirre     | Bahrain-Merida    | + 2 s           |
| 10.º | Sergio Luis Henao  | Team Sky          | + 2 s           |

| \| Clasificación general \| Clasificación general \| Clasificación general \| Clasificación general \| Clasificación general \| \| Ciclista \| Ciclista \| Equipo \| Tiempo \| \| \| --------------------- \| --------------------- \| --------------------- \| --------------------- \| --------------------- \| \| 1.º \| Luis León Sánchez \| Astana \| 22 h 25 min 33 s \| \| \| 2.º \| Julian Alaphilippe \| Quick-Step Floors \| + 22 s \| \| \| 3.º \| Marc Soler \| Movistar Team \| + 26 s \| \| \| 4.º \| Gorka Izagirre \| Bahrain-Merida \| + 34 s \| \| \| 5.º \| Tim Wellens \| Lotto-Soudal \| + 35 s \| \| \| 6.º \| Ion Izagirre \| Bahrain-Merida \| + 42 s \| \| \| 7.º \| Simon Yates \| Mitchelton-Scott \| + 45 s \| \| \| 8.º \| Sergio Luis Henao \| Team Sky \| + 46 s \| \| \| 9.º \| Esteban Chaves \| Mitchelton-Scott \| + 48 s \| \| \| 10.º \| Patrick Konrad \| Bora-Hansgrohe \| + 54 s \| \| |                    |                   |                  |
| |                    |                   |                  |
| |                    |                   |                  |
| Clasificación general |                    |                   |                  |
| Ciclista | Ciclista           | Equipo            | Tiempo           |
| 1.º | Luis León Sánchez  | Astana            | 22 h 25 min 33 s |
| 2.º | Julian Alaphilippe | Quick-Step Floors | + 22 s           |
| 3.º | Marc Soler         | Movistar Team     | + 26 s           |
| 4.º | Gorka Izagirre     | Bahrain-Merida    | + 34 s           |
| 5.º | Tim Wellens        | Lotto-Soudal      | + 35 s           |
| 6.º | Ion Izagirre       | Bahrain-Merida    | + 42 s           |
| 7.º | Simon Yates        | Mitchelton-Scott  | + 45 s           |
| 8.º | Sergio Luis Henao  | Team Sky          | + 46 s           |
| 9.º | Esteban Chaves     | Mitchelton-Scott  | + 48 s           |
| 10.º | Patrick Konrad     | Bora-Hansgrohe    | + 54 s           |

### 7.ª etapa
| Niza - Valdeblore | etapa de montaña | (175 km) |

| \| Clasificación de la etapa \| Clasificación de la etapa \| Clasificación de la etapa \| Clasificación de la etapa \| Clasificación de la etapa \| \| Ciclista \| Ciclista \| Equipo \| Tiempo \| \| \| ------------------------- \| ------------------------- \| ------------------------- \| ------------------------- \| ------------------------- \| \| 1.º \| Simon Yates \| Mitchelton-Scott \| 5 h 02 min 54 s \| \| \| 2.º \| Dylan Teuns \| BMC Racing Team \| + 8 s \| \| \| 3.º \| Ion Izagirre \| Bahrain-Merida \| + 8 s \| \| \| 4.º \| Gorka Izagirre \| Bahrain-Merida \| + 13 s \| \| \| 5.º \| Tim Wellens \| Lotto-Soudal \| + 13 s \| \| \| 6.º \| Patrick Konrad \| Bora-Hansgrohe \| + 20 s \| \| \| 7.º \| Sergio Luis Henao \| Team Sky \| + 46 s \| \| \| 8.º \| Marc Soler \| Movistar Team \| + 46 s \| \| \| 9.º \| Jakob Fuglsang \| Astana \| + 48 s \| \| \| 10.º \| Sam Oomen \| Team Sunweb \| + 54 s \| \| |                   |                  |                 |
| |                   |                  |                 |
| |                   |                  |                 |
| Clasificación de la etapa |                   |                  |                 |
| Ciclista | Ciclista          | Equipo           | Tiempo          |
| 1.º | Simon Yates       | Mitchelton-Scott | 5 h 02 min 54 s |
| 2.º | Dylan Teuns       | BMC Racing Team  | + 8 s           |
| 3.º | Ion Izagirre      | Bahrain-Merida   | + 8 s           |
| 4.º | Gorka Izagirre    | Bahrain-Merida   | + 13 s          |
| 5.º | Tim Wellens       | Lotto-Soudal     | + 13 s          |
| 6.º | Patrick Konrad    | Bora-Hansgrohe   | + 20 s          |
| 7.º | Sergio Luis Henao | Team Sky         | + 46 s          |
| 8.º | Marc Soler        | Movistar Team    | + 46 s          |
| 9.º | Jakob Fuglsang    | Astana           | + 48 s          |
| 10.º | Sam Oomen         | Team Sunweb      | + 54 s          |

| \| Clasificación general \| Clasificación general \| Clasificación general \| Clasificación general \| Clasificación general \| \| Ciclista \| Ciclista \| Equipo \| Tiempo \| \| \| --------------------- \| --------------------- \| --------------------- \| --------------------- \| --------------------- \| \| 1.º \| Simon Yates \| Mitchelton-Scott \| 27 h 29 min 02 s \| \| \| 2.º \| Ion Izagirre \| Bahrain-Merida \| + 11 s \| \| \| 3.º \| Gorka Izagirre \| Bahrain-Merida \| + 12 s \| \| \| 4.º \| Tim Wellens \| Lotto-Soudal \| + 13 s \| \| \| 5.º \| Dylan Teuns \| BMC Racing Team \| + 27 s \| \| \| 6.º \| Marc Soler \| Movistar Team \| + 37 s \| \| \| 7.º \| Patrick Konrad \| Bora-Hansgrohe \| + 39 s \| \| \| 8.º \| Sergio Luis Henao \| Team Sky \| + 57 s \| \| \| 9.º \| Julian Alaphilippe \| Quick-Step Floors \| + 1 min 48 s \| \| \| 10.º \| Alexis Vuillermoz \| AG2R La Mondiale \| + 1 min 49 s \| \| |                    |                   |                  |
| |                    |                   |                  |
| |                    |                   |                  |
| Clasificación general |                    |                   |                  |
| Ciclista | Ciclista           | Equipo            | Tiempo           |
| 1.º | Simon Yates        | Mitchelton-Scott  | 27 h 29 min 02 s |
| 2.º | Ion Izagirre       | Bahrain-Merida    | + 11 s           |
| 3.º | Gorka Izagirre     | Bahrain-Merida    | + 12 s           |
| 4.º | Tim Wellens        | Lotto-Soudal      | + 13 s           |
| 5.º | Dylan Teuns        | BMC Racing Team   | + 27 s           |
| 6.º | Marc Soler         | Movistar Team     | + 37 s           |
| 7.º | Patrick Konrad     | Bora-Hansgrohe    | + 39 s           |
| 8.º | Sergio Luis Henao  | Team Sky          | + 57 s           |
| 9.º | Julian Alaphilippe | Quick-Step Floors | + 1 min 48 s     |
| 10.º | Alexis Vuillermoz  | AG2R La Mondiale  | + 1 min 49 s     |

### 8.ª etapa
| Niza - Niza | etapa de media montaña | (110 km) |

| \| Clasificación de la etapa \| Clasificación de la etapa \| Clasificación de la etapa \| Clasificación de la etapa \| Clasificación de la etapa \| \| Ciclista \| Ciclista \| Equipo \| Tiempo \| \| \| ------------------------- \| ------------------------- \| ------------------------- \| ------------------------- \| ------------------------- \| \| 1.º \| David de la Cruz \| Team Sky \| 2 h 53 min 06 s \| \| \| 2.º \| Omar Fraile \| Astana \| + 0 s \| \| \| 3.º \| Marc Soler \| Movistar Team \| + 3 s \| \| \| 4.º \| Patrick Konrad \| Bora-Hansgrohe \| + 38 s \| \| \| 5.º \| Tim Wellens \| Lotto-Soudal \| + 38 s \| \| \| 6.º \| Simon Yates \| Mitchelton-Scott \| + 38 s \| \| \| 7.º \| Dylan Teuns \| BMC Racing Team \| + 38 s \| \| \| 8.º \| Richard Carapaz \| Movistar Team \| + 38 s \| \| \| 9.º \| Gorka Izagirre \| Bahrain-Merida \| + 38 s \| \| \| 10.º \| Ion Izagirre \| Bahrain-Merida \| + 38 s \| \| |                  |                  |                 |
| |                  |                  |                 |
| |                  |                  |                 |
| Clasificación de la etapa |                  |                  |                 |
| Ciclista | Ciclista         | Equipo           | Tiempo          |
| 1.º | David de la Cruz | Team Sky         | 2 h 53 min 06 s |
| 2.º | Omar Fraile      | Astana           | + 0 s           |
| 3.º | Marc Soler       | Movistar Team    | + 3 s           |
| 4.º | Patrick Konrad   | Bora-Hansgrohe   | + 38 s          |
| 5.º | Tim Wellens      | Lotto-Soudal     | + 38 s          |
| 6.º | Simon Yates      | Mitchelton-Scott | + 38 s          |
| 7.º | Dylan Teuns      | BMC Racing Team  | + 38 s          |
| 8.º | Richard Carapaz  | Movistar Team    | + 38 s          |
| 9.º | Gorka Izagirre   | Bahrain-Merida   | + 38 s          |
| 10.º | Ion Izagirre     | Bahrain-Merida   | + 38 s          |

## Clasificaciones finales
- Las clasificaciones finalizaron de la siguiente forma:[3]

### Clasificación general
| \| Clasificación general \| Clasificación general \| Clasificación general \| Clasificación general \| Clasificación general \| \| Ciclista \| Ciclista \| Equipo \| Tiempo \| \| \| --------------------- \| --------------------- \| --------------------- \| --------------------- \| --------------------- \| \| 1.º \| Marc Soler \| Movistar Team \| 30 h 22 min 41 s \| \| \| 2.º \| Simon Yates \| Mitchelton-Scott \| + 4 s \| \| \| 3.º \| Gorka Izagirre \| Bahrain-Merida \| + 14 s \| \| \| 4.º \| Ion Izagirre \| Bahrain-Merida \| + 16 s \| \| \| 5.º \| Tim Wellens \| Lotto-Soudal \| + 16 s \| \| \| 6.º \| Dylan Teuns \| BMC Racing Team \| + 32 s \| \| \| 7.º \| Patrick Konrad \| Bora-Hansgrohe \| + 44 s \| \| \| 8.º \| Alexis Vuillermoz \| AG2R La Mondiale \| + 1 min 54 s \| \| \| 9.º \| David de la Cruz \| Team Sky \| + 2 min 15 s \| \| \| 10.º \| Felix Großschartner \| Bora-Hansgrohe \| + 2 min 35 s \| \| |                     |                  |                  |
| |                     |                  |                  |
| Fuente: ProCyclingStats |                     |                  |                  |
| Clasificación general |                     |                  |                  |
| Ciclista | Ciclista            | Equipo           | Tiempo           |
| 1.º | Marc Soler          | Movistar Team    | 30 h 22 min 41 s |
| 2.º | Simon Yates         | Mitchelton-Scott | + 4 s            |
| 3.º | Gorka Izagirre      | Bahrain-Merida   | + 14 s           |
| 4.º | Ion Izagirre        | Bahrain-Merida   | + 16 s           |
| 5.º | Tim Wellens         | Lotto-Soudal     | + 16 s           |
| 6.º | Dylan Teuns         | BMC Racing Team  | + 32 s           |
| 7.º | Patrick Konrad      | Bora-Hansgrohe   | + 44 s           |
| 8.º | Alexis Vuillermoz   | AG2R La Mondiale | + 1 min 54 s     |
| 9.º | David de la Cruz    | Team Sky         | + 2 min 15 s     |
| 10.º | Felix Großschartner | Bora-Hansgrohe   | + 2 min 35 s     |

### Clasificación de la montaña
| Clasificación de la montaña | Clasificación de la montaña | Clasificación de la montaña | Clasificación de la montaña | Clasificación de la montaña |
| Ciclista                    | Ciclista                    | Equipo                      | Puntos                      |                             |
| --------------------------- | --------------------------- | --------------------------- | --------------------------- | --------------------------- |
| 1.º                         | Thomas de Gendt             | Lotto-Soudal                | 69 pts                      |                             |
| 2.º                         | Omar Fraile                 | Astana                      | 37 pts                      |                             |
| 3.º                         | Simon Yates                 | Mitchelton-Scott            | 21 pts                      |                             |
| 4.º                         | Marc Soler                  | Movistar Team               | 21 pts                      |                             |
| 5.º                         | David de la Cruz            | Team Sky                    | 19 pts                      |                             |
| 6.º                         | Ion Izagirre                | Bahrain-Merida              | 14 pts                      |                             |
| 7.º                         | Nicolas Edet                | Cofidis, Solutions Crédits  | 14 pts                      |                             |
| 8.º                         | Amaël Moinard               | Fortuneo-Samsic             | 14 pts                      |                             |
| 9.º                         | Tony Gallopin               | AG2R La Mondiale            | 13 pts                      |                             |
| 10.º                        | Julian Alaphilippe          | Quick-Step Floors           | 12 pts                      |                             |

### Clasificación por puntos
| Clasificación por puntos | Clasificación por puntos | Clasificación por puntos | Clasificación por puntos | Clasificación por puntos |
| Ciclista                 | Ciclista                 | Equipo                   | Puntos                   |                          |
| ------------------------ | ------------------------ | ------------------------ | ------------------------ | ------------------------ |
| 1.º                      | Tim Wellens              | Lotto-Soudal             | 37 pts                   |                          |
| 2.º                      | Gorka Izagirre           | Bahrain-Merida           | 31 pts                   |                          |
| 3.º                      | Julian Alaphilippe       | Quick-Step Floors        | 28 pts                   |                          |
| 4.º                      | Marc Soler               | Movistar Team            | 27 pts                   |                          |
| 5.º                      | Simon Yates              | Mitchelton-Scott         | 24 pts                   |                          |
| 6.º                      | Dylan Teuns              | BMC Racing Team          | 24 pts                   |                          |
| 7.º                      | Luis León Sánchez        | Astana                   | 23 pts                   |                          |
| 8.º                      | Patrick Konrad           | Bora-Hansgrohe           | 20 pts                   |                          |
| 9.º                      | Ion Izagirre             | Bahrain-Merida           | 17 pts                   |                          |
| 10.º                     | David de la Cruz         | Team Sky                 | 16 pts                   |                          |

### Clasificación de los jóvenes
| Clasificación del mejor joven | Clasificación del mejor joven | Clasificación del mejor joven | Clasificación del mejor joven | Clasificación del mejor joven |
| Ciclista                      | Ciclista                      | Equipo                        | Tiempo                        |                               |
| ----------------------------- | ----------------------------- | ----------------------------- | ----------------------------- | ----------------------------- |
| 1.º                           | Marc Soler                    | Movistar Team                 | 30 h 22 min 41 s              |                               |
| 2.º                           | Felix Großschartner           | Bora-Hansgrohe                | + 2 min 35 s                  |                               |
| 3.º                           | Richard Carapaz               | Movistar Team                 | + 3 min 47 s                  |                               |
| 4.º                           | Sam Oomen                     | Team Sunweb                   | + 5 min 03 s                  |                               |
| 5.º                           | Magnus Cort                   | Astana                        | + 52 min 49 s                 |                               |
| 6.º                           | Héctor Carretero              | Movistar Team                 | + 1 h 04 min 59 s             |                               |
| 7.º                           | Iván García Cortina           | Bahrain-Merida                | + 1 h 08 min 41 s             |                               |
| 8.º                           | Thomas Boudat                 | Direct Énergie                | + 1 h 16 min 06 s             |                               |
| 9.º                           | Ryan Gibbons                  | Dimension Data                | + 1 h 22 min 21 s             |                               |

### Clasificación por equipos
| Clasificación por equipos | Clasificación por equipos  | Clasificación por equipos | Clasificación por equipos |
| Equipo                    | Equipo                     | Tiempo                    |                           |
| ------------------------- | -------------------------- | ------------------------- | ------------------------- |
| 1.º                       | Bahrain-Merida             | 91 h 31 min 07 s          |                           |
| 2.º                       | Astana                     | + 4 min 23 s              |                           |
| 3.º                       | Mitchelton-Scott           | + 6 min 14 s              |                           |
| 4.º                       | AG2R La Mondiale           | + 6 min 29 s              |                           |
| 5.º                       | Bora-Hansgrohe             | + 9 min 28 s              |                           |
| 6.º                       | Sky                        | + 10 min 40 s             |                           |
| 7.º                       | Movistar Team              | + 12 min 55 s             |                           |
| 8.º                       | BMC Racing Team            | + 33 min 26 s             |                           |
| 9.º                       | Quick-Step Floors          | + 1 h 14 min 56 s         |                           |
| 10.º                      | Cofidis, Solutions Crédits | + 1 h 15 min 24 s         |                           |

## Evolución de las clasificaciones
| Etapa (Vencedor)              | Clasificación general | Clasificación por puntos | Clasificación de la montaña | Clasificación de los jóvenes | Clasificación por equipos |
| ----------------------------- | --------------------- | ------------------------ | --------------------------- | ---------------------------- | ------------------------- |
| 1.ª etapa (Arnaud Démare)     | Arnaud Démare         | Arnaud Démare            | Pierre-Luc Périchon         | Felix Großschartner          | Bahrain-Merida            |
| 2.ª etapa (Dylan Groenewegen) | Arnaud Démare         | Arnaud Démare            | Pierre-Luc Périchon         | Marc Soler                   | Bahrain-Merida            |
| 3.ª etapa (Jonathan Hivert)   | Luis León Sánchez     | Arnaud Démare            | Pierre-Luc Périchon         | Felix Großschartner          | Bahrain-Merida            |
| 4.ª etapa (CRI) (Wout Poels)  | Luis León Sánchez     | Arnaud Démare            | Pierre-Luc Périchon         | Marc Soler                   | Sky                       |
| 5.ª etapa (Jérôme Cousin)     | Luis León Sánchez     | Arnaud Démare            | Jérôme Cousin               | Marc Soler                   | Sky                       |
| 6.ª etapa (Rudy Molard)       | Luis León Sánchez     | Arnaud Démare            | Fabien Grellier             | Marc Soler                   | Mitchelton-Scott          |
| 7.ª etapa (Simon Yates)       | Simon Yates           | Tim Wellens              | Thomas de Gendt             | Marc Soler                   | Mitchelton-Scott          |
| 8.ª etapa (David de la Cruz)  | Marc Soler            | Tim Wellens              | Thomas de Gendt             | Marc Soler                   | Bahrain Merida            |
| Final                         | Marc Soler            | Tim Wellens              | Thomas de Gendt             | Marc Soler                   | Bahrain Merida            |

## UCI World Ranking
La París-Niza otorga puntos para el UCI WorldTour 2018 y el UCI World Ranking, este último para corredores de los equipos en las categorías UCI WorldTeam, Profesional Continental y Equipos Continentales. Las siguientes tablas muestran el baremo de puntuación y los 10 corredores que obtuvieron más puntos:
| Posición              | 1.º | 2.º | 3.º | 4.º | 5.º | 6.º | 7.º | 8.º | 9.º | 10.º | 11.º | 12.º | 13.º | 14.º | 15.º | 16.º-20.º | 21.º-30.º | 31.º-50.º | 51.º-55.º | 56.º-60.º |
| Clasificación general | 500 | 400 | 325 | 275 | 225 | 175 | 150 | 125 | 100 | 85   | 70   | 60   | 50   | 40   | 35   | 30        | 20        | 10        | 5         | 3         |
| Por etapa             | 60  | 25  | 10  |     |     |     |     |     |     |      |      |      |      |      |      |           |           |           |           |           |
| Líder                 | 10  |     |     |     |     |     |     |     |     |      |      |      |      |      |      |           |           |           |           |           |

| Clasificación |                   |                  |         |       |       |       |
| Posición      | Ciclista          | Equipo           | General | Etapa | Líder | Total |
| ------------- | ----------------- | ---------------- | ------- | ----- | ----- | ----- |
| 1.º           | Marc Soler        | Movistar         | 500     | 35    | -     | 535   |
| 2.º           | Simon Yates       | Mitchelton-Scott | 400     | 60    | 10    | 470   |
| 3.º           | Gorka Izagirre    | Bahrain Merida   | 325     | 25    | -     | 350   |
| 4.º           | Ion Izagirre      | Bahrain Merida   | 275     | 10    | -     | 285   |
| 5.º           | Tim Wellens       | Lotto Soudal     | 225     | 25    | -     | 250   |
| 6.º           | Dylan Teuns       | BMC Racing       | 175     | 25    | -     | 200   |
| 7.º           | David de la Cruz  | Sky              | 100     | 60    | -     | 160   |
| 8.º           | Patrick Konrad    | Bora-Hansgrohe   | 150     | -     | -     | 150   |
| 9.º           | Alexis Vuillermoz | Ag2r La Mondiale | 125     | -     | -     | 125   |
| 10.º          | Rudy Molard       | Groupama-FDJ     | 35      | 60    | -     | 95    |